# ТЕС Арнот
ТЕС Арнот — теплова електростанція в Південно-Африканській Республіці. Знаходиться за 220 км на схід від Йоганнесбурга в провінції Мпумаланга (можливо відзначити, що в останній розташована абсолютна більшість станцій країни, призначених для роботи в базовому режимі).
Будівельні роботи на майданчику станції розпочались в 1968-му, а введення блоків в експлуатацію припало на період між 1971 та 1975 роками. ТЕС відноситься до класичних конденсаційних станцій та складається з обладнаних паровими турбінами шести блоків потужністю по 350 МВт. За добу вони споживають до 25 тисяч тонн вугілля.
В 1992 році через падіння попиту три енергоблоки ТЕС Арнот законсервували (можливо відзначити, що в той період подібну операцію провели з цілим рядом генеруючих об'єктів, як то ТЕС Камден, Грутвлей або Коматі), а ще один вивели в холодний резерв. Втім, вже у 1998-му всі блоки повернули до роботи.
Видача продукції відбувається по ЛЕП, що працюють під напругою 400 кВ. Електроенергія постачається, зокрема, на підстанцію Мапуто у сусідньому Мозамбіку для живлення алюмінієвого комбінату MOZAL.
Паливна ефективність станції становить 35,6 %.
У 1981 році на станції відбувся акт саботажу, коли нападники змогли підірвати два трансформатори, а ще під трьома вибухові пристрої не спрацювали.